# Ruisseau des Agrès
Le ruisseau des Agrès est une rivière du sud de la France, dans le département du Tarn, en région Occitanie, affluent de l'Agout, donc sous-affluent du Tarn et de la Garonne.

## Géographie
De 12,4 km de longueur, le ruisseau des Agrès prend sa source sur la commune de Le Margnès dans le Tarn sous le nom de ruisseau la teillouse et se jette dans l'Agout sur la commune de Castelnau-de-Brassac.

### Communes et cantons traversés
- Tarn : Castelnau-de-Brassac, Le Margnès.

## Principal affluent
- Ruisseau de Biège : 3,8 km